# Polycarpa willisi
Polycarpa willisi är en sjöpungsart som beskrevs av William Abbott Herdman 1906. Polycarpa willisi ingår i släktet Polycarpa och familjen Styelidae. Inga underarter finns listade i Catalogue of Life.